# Весёлый (Белинский район)
Весёлый — посёлок в Белинском районе Пензенской области России. Входит в состав Волчковского сельсовета.

## География
Расположен в 10 км к северо-востоку от села Волчково, на р. Малый Чембар.

## Население
| 2010 |
| ---- |
| 0    |

## История
Основан в конце 19 в. Входил в состав Аргамаковской волости Чембарского уезда. После революции в составе Сулакского сельсовета. Бригада колхоза имени Буденного.